# Robert Ransom
Robert Ransom (Contea di Warren, 12 febbraio 1828 – New Bern, 14 gennaio 1892) è stato un generale statunitense.
Fu generale di divisione confederato durante la guerra di secessione americana. Suo fratello Matt W. Ransom è stato generale e senatore degli Stati Uniti d'America.

## Vita prima della guerra
Nasce nella Contea di Warren, Carolina del Nord da Robert Ransom, Sr. e Priscilla Whitaker Ransom. Si è laureato presso l'Accademia Militare degli Stati Uniti a West Point nel 1850.
Venne assegnato il 1º luglio 1850, al I Reggimento Dragoni, e tra il 1850 ed il 1851 ha frequentato la scuola di cavalleria di Barracks a Carlisle, Pennsylvania. Il 9 ottobre 1851 viene promosso sottotenente. Tra il 1851 ed il 1854 ha effettuato servizio di frontiera nel Nuovo Messico. Nel 1854 ha sposato Minnie Huntt.
Tra il 1854 ed il 1855, presso l'accademia di West Point, fu aiuto istruttore in tattiche di cavalleria. Nel 1855 venne promosso tenente e trasferito al 1st Cavalry Division. Tra il 1855 ed il 1857 ha servito come aiutante del reggimento a Fort Leavenworth, Kansas, dove ha preso parte ad una spedizione contro i Sioux. Gli anni successivi lo videro al servizio reclutamento in Arkansas, Kansas e Colorado. Infine venne promosso a capitano. Si dimise dal suo incarico il 31 gennaio 1861.

## Guerra di Secessione
Nei primi mesi del 1861 venne nominato capitano di cavalleria nel Carolina del Nord, e servito con il suo reggimento in Virginia del Nord, dove ha combattuto in diverse piccole scaramucce. Il 13 ottobre 1861, fu nominato colonnello del 1st North Carolina Cavalry. Il 26 novembre 1861 ha comandato le forze confederate nella scaramuccia avvenuta nei dintorni della città di Vienna, per poi tornare in Carolina del Nord. Il 1º marzo 1862, venne promosso a generale di brigata e combattuto nella Penisola insieme alla divisione del generale Benjamin Huger.
Con la sua brigata del North Carolina, nel settembre 1862 ha condotto l'invasione del Maryland partecipando alla cattura di Harper's Ferry durante la battaglia di Antietam. Il 7 novembre 1862, fu posto al comando temporaneo della divisione e combattuto nella Battaglia di Fredericksburg, in cui la divisione Ransom difese con successo Marye's Heights contro l'attacco dei federali.
Nel gennaio 1863, Ransom e la sua brigata vennero inviati in Nord Carolina. Nel mese di maggio viene promosso a Maggiore Generale e combattuto intorno a Richmond, Virginia Occidentale, e nel Tennessee Orientale. Nel maggio 1864 ha condotto una divisione del generale PGT Beauregard nella difesa di Bluff Drewry contro il generale unionista Benjamin Butler. Durante l'estate del 1864 fu posto al comando della cavalleria nella Shenandoah Valley, sotto il comando del generale Jubal A. Early, dove ha partecipato alle battaglie di Monocacy e Fort Stevens.
A causa di una malattia, nell'agosto del 1864 venne sollevato dal comando e mai più restituito al servizio in prima linea. Ha concluso la guerra prestando servizio nei tribunali civili e militari in Kentucky e a Charleston, Carolina del Sud, prima di arrendersi alle truppe federali il 2 maggio 1865. [1]

## Vita dopo la guerra
Dopo la guerra, diventò sceriffo a Wilmington, Carolina del Nord, contadino fino al 1878 e ingegnere civile responsabile dei lavori del porto a New Bern, Carolina del Nord . Nel 1881, la sua prima moglie morì. La coppia ebbe nove figli. Nel 1884, sposò Katherine DeWitt Lumpkin ed ebbero tre figli. Ransom è morto a New Bern nel 1892.